# Festes Shampoo

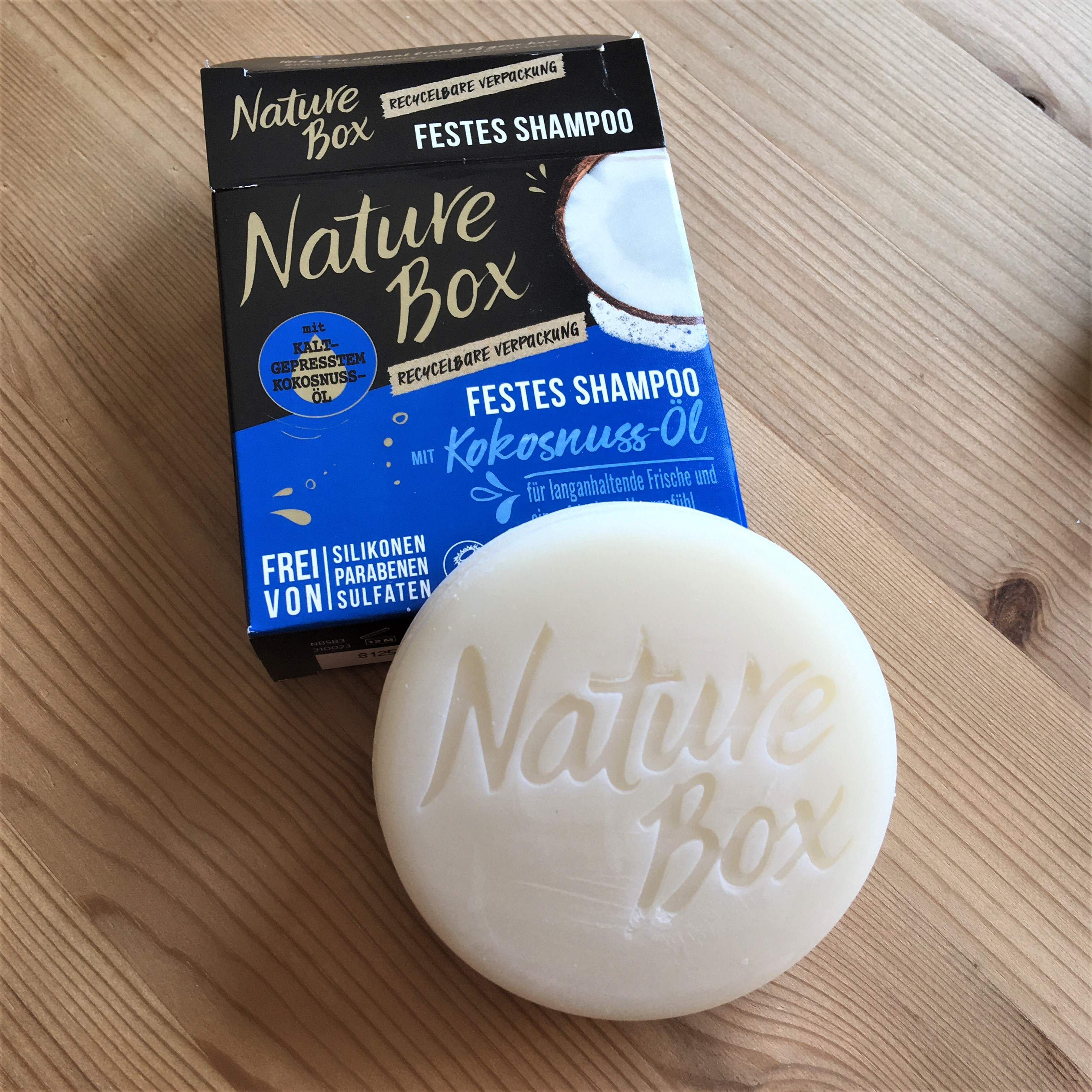
Festes Shampoo mit Verpackung

Festes Shampoo dient der Reinigung des Kopfhaars. Im Gegensatz zu den herkömmlichen Shampoos in Plastikflaschen kann aufgrund seiner festen Form auf eine Plastikverpackung verzichtet werden.
Es handelt sich nicht um Haarseife, stattdessen werden bei der Produktion eines festen Shampoos alle Inhaltsstoffe vermengt, bei niedrigen Temperaturen in kleine Portionen geformt und getrocknet. Bei der Verwendung entsteht meist keine Kalkseife, weshalb auch keine Nachspülung vorgenommen werden muss. Ein festes Shampoo bildet ähnlich viel Schaum wie ein flüssiges Shampoo.

## Anwendung
Die Haarwäsche mit einem festen Shampoo erfolgt nicht wie die Haarwäsche mit flüssigem Shampoo. Das trockene Stück streicht man über das bereits nasse Haar. In Kontakt mit Wasser erzeugt das feste Shampoo Schaum, welcher mit den Händen gleichmäßig im Haar verteilt werden kann. Im Anschluss wird der Schaum gründlich ausgewaschen.

## Inhaltsstoffe

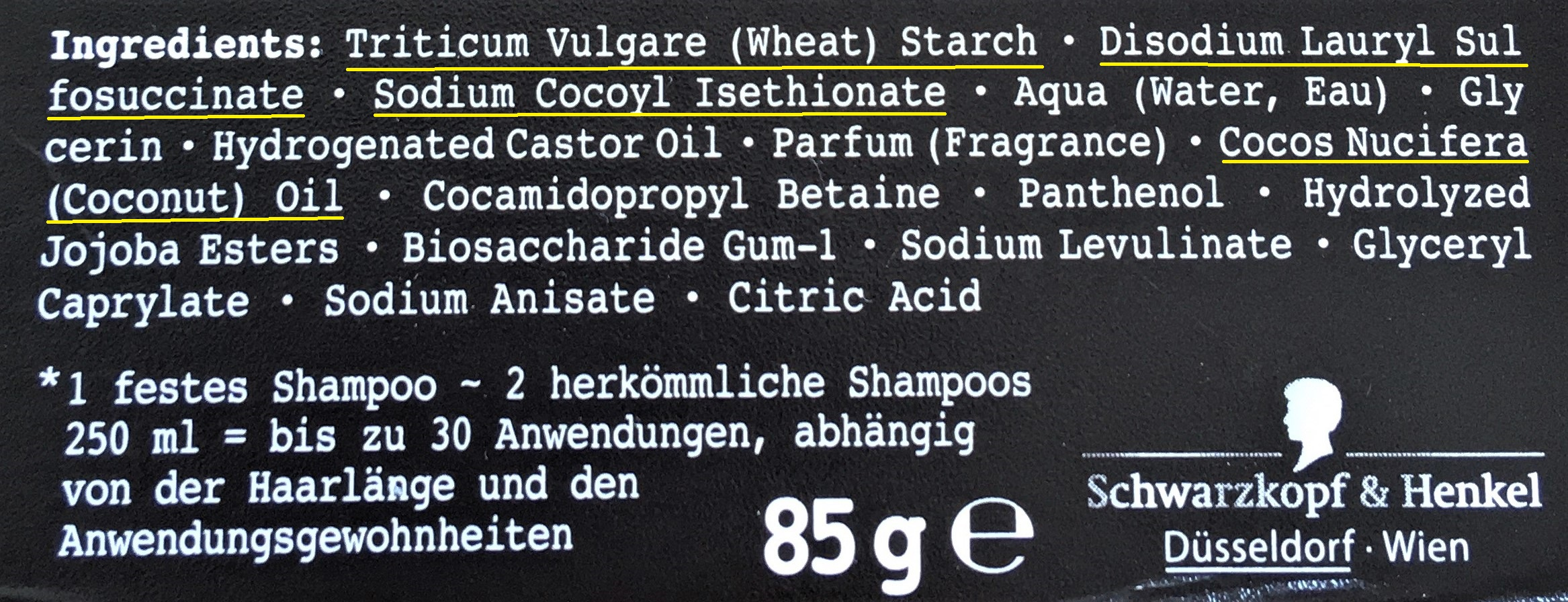
Deklaration der Inhaltsstoffe eines festen Shampoos nach INCI

Festes Shampoo ist kein herkömmliches Shampoo, dem Wasser entzogen wurde. Grundlage ist ein pulvriges Tensid vermengt mit mehr oder weniger, je nach Produkt, Pflegeölen und Tonerden. Während bei flüssigem Shampoo der Hauptbestandteil Wasser ist, wird bei festem Shampoo eine feste Grundlage genutzt und oft mit Stärke gestreckt. Verwendeten Tenside sind meist  Natriumsalze sulfonierter Fettsäuren (Disodium Lauryl Sulfosuccinate und Sodium Lauryl Sulfoacetate), welche pflanzlicher Herkunft sind, oder Natriumcocoylisethionat. Weitere Inhaltsstoffe sind z. B. Kokosöl (Cocos Nucifera Oil) oder Brokkolisamenöl, die für Geschmeidigkeit und Glanz des Haars sorgen sollen.